# 긴다이치촌
긴다이치촌(金田一村)은 이와테현 니노헤군에 설치되었던 촌이다. 현재의 니노헤시에 해당한다.

## 연혁
- 1889년 4월 1일 - 정촌제 시행과 함께, 니노헤군 가네다시촌, 노노우에촌, 가마자와촌, 시모토메촌(일부)가 합병해, 가네다이치촌이 성립하였다.
- 1972년 4월 1일 - 니노헤 군 후쿠오카 정과 합병하여 니노헤 시가 되어 소멸하였다.

## 행정
- 마지막 촌장 : 나카무라 젠베에 (中村善兵衛)